# Visokopilia
Visokopilia (en ucraniano: Високопілля) es un pueblo ucraniano perteneciente al óblast de Jersón. Situado en el sur del país, forma parte del raión de Berislav y centro del municipio (hromada) homónimo.   

## Toponimia
El nombre del lugar en ruso es Visokopolie (en ruso: Высокополье).

## Geografía
Visokopilia se encuentra entre los valles de los ríos Dniéper e Inhuléts, una docena de kilómetros al este de Inhulets. Se encuentra a 30 km al sur de Apóstolove, 70 km al sur de Krivói Rog y 165 km al norte de Jersón.

## Historia
El asentamiento fue fundado entre 1869 y 1870 por alemanes predominantemente evangélicos-luteranos del área de la gobernación de Táurida y las colonias madre presbiterianas, recibiendo el nombre de Kronau.
En 1915 el pueblo recibió su nombre actual por la entrada del Imperio ruso en la Primera Guerra Mundial (para eliminar todos los nombre alemanes de asentamientos) y en 1918, el pueblo pasó a formar brevemente parte de la República Popular de Ucrania.
Ya dentro de la URSS, en 1957 se le otorgó el estatus de asentamiento de tipo urbano.
Hasta el 18 de julio de 2020, Visokopilia fue el centro administrativo del raión de Visokopilia. El raión se abolió en julio de 2020 como parte de la reforma administrativa de Ucrania, que redujo el número de rayones del óblast de Jersón a cinco. El área del raión de Visokopilia se fusionó con el raión de Berislav.En 2023, Visokopilia perdió el estatus de asentamiento de tipo urbano debido a la eliminación de este estatus administrativo.
El 16 de marzo de 2022, durante la invasión rusa de Ucrania, el pueblo fue ocupado por tropas rusas. El 26 de junio, las Fuerzas Armadas de Ucrania se acercaron a la ciudad y liberaron el pueblo de Potemkine y el 4 de septiembre, se izó la bandera ucraniana sobre el hospital local.

## Estatus administrativo
Además de Visokopilia, el municipio del consejo de asentamiento también incluye las aldeas de Kniazivka (en ucraniano: Князівка, en alemán: Fürstenfeld) con unos 390 habitantes, Potemkine (en ucraniano: Потьомкине, en alemán: Landau) con unos 490 habitantes y Topoline (en ucraniano: Тополине, en alemán: Nikolaital) con unos 300 habitantes.

## Demografía
La evolución de la población de Visokopilia entre 1904 y 2022 fue la siguiente:
| 421                                                           | 998 | 5350 | 4292 | 4986 | 4717 | 4223 | 3801 |
| (Fuente: Cities & Towns of Ukraine y UKRAINE: Größere Städte) |     |      |      |      |      |      |      |

Según el censo de 2001, la lengua materna de la mayoría de los habitantes, el 93,34%, es el ucraniano; del 6,09% es el ruso.

## Infraestructura

### Transporte
Visokopilia se encuentra en una carretera pavimentada que conecta Novovorontsovka y Berislav, desde donde tiene acceso a Jersón. La estación de tren de Visokopilia se encuentra en la línea ferroviaria que conecta Apóstolove y Snijurivka (con más conexiones con Jersón y Mikolaiv).